# Entrance
Entrance ist eine Siedlung in der kanadischen Provinz Alberta am Athabasca River nahe dem Abzweig der Bighorn Route (Alberta Highway 40) vom Yellowhead Highway (Canada Highway 16). Die Siedlung nahe dem Eingang zum Jasper-Nationalpark hat etwa 70 Einwohner. Die Siedlung trägt den Namen Entrance (zu deutsch „Eingang“) aufgrund ihrer Funktion als Zugang zum Jasper-Nationalpark.